# Nadia Gagné
 (avril 2023).
 (septembre 2024).
Il peut être nécessaire de l'améliorer pour respecter le principe de neutralité de point de vue. 

Pour les articles homonymes, voir Gagné.
Nadia Gagné est une artiste multidisciplinaire et travailleuse culturelle québécoise qui vit à Rimouski.

## Biographie
Nadia Gagné est une artiste multidisciplinaire et travailleuse culturelle originaire de Matane qui œuvre en arts visuels, en performance, en jeu et en art sonore. Diplômée de l’Université du Québec à Chicoutimi en 2001, elle évolue professionnellement à Montréal dans le milieu des centres d'artistes autogérés. Dès 2003, sa pratique artistique s’ancre dans la performance, la scénarisation et le jeu. Elle pratique la performance d’abord à travers le collectif Women with Kitchen Appliances, puis en solo. Elle vit et travaille à Rimouski depuis 2011.
À travers sa démarche artistique, elle explore le sentiment d’appartenance et d’altérité, le vécu des personnes racisées en régions éloignées des centres urbains et l’expérience d’être au monde en fonction des déterminismes sociaux. Le médium de l’écriture traverse l’ensemble de ses créations.

## Bourses et prix
- 2021 :  Prix NUMIX dans la catégorie Capsule et websérie - Information et divertissement  - Projet collectif Moi j'ai un ami blanc![4]
- 2022 :  Prix Création en arts médiatiques de l'année - Télé-Québec/Culture Mauricie - Projet collectif Moi j'ai un ami blanc![5]
- 2022 : Bourse de l’Entente de partenariat territorial en lien avec la collectivité du Bas-Saint-Laurent. (CALQ)[6]
- 2022 : Bourses du Conseil des arts et lettres du Québec (CALQ) -  Projet Dédoublée[7]

## Œuvres

### Exposition individuelle
- 2023: Exo Chimères corpus[8], Espace F, Matane

### Exposition collective
- 2023: Ces liens qui nous tissent, Musée du Bas-Saint-Laurent, Rivière-du-Loup[9]

### Performance
- 2001 : Faire l'amour? Vraiment?, Performance présentée durant L’Art d_chaîné. Événement de performances organisé par la galerie l’Espace Virtuel en collaboration avec le centre en art actuel Le Lieu, Chicoutimi
- 2004 : Used goods, Performance in-situ dans la section Ustensiles de Cuisine du magasin Armée du Salut, commissaire : Lorraine Oades présenté par les Special Projects du centre Articule, Montréal
- 2004 : Ratatouille improvisée chez Hedwidge, dans sa maison de pêcheur, Carleton
- 2005 : Neighbourhood Potluck Johanne et Theo's, dans leur appartement, Mile-End, Montréal
- 2005 : Certification de la cuisine de l’artiste Paméla Landry dans son condo, présenté par B-312, dans le quartier Hochelaga-Maisonneuve, Montréal
- 2005 : Tournée gaspésienne dans 3 maisons, 1 appartement, et une roulotte de camping, présentée par le centre d'artistes Vaste et Vague, à Gaspé, Percé, Carleton et Saint-Omer
- 2019 : WWKA20, Performance anniversaire des 20 ans du collectif et dissolution de WWKA, Festival VIVA Art Action, Montréal[10]
- 2019 : L’épanouissement de la chevelure, Performance présentée durant La maison qui nous habite/Nouvelle génération. Événement de performances organisé par le collectif du même nom, Rimouski[11]
- 2021 :  Défriser au grand air[12], Performance présentée durant le projet Par ici, résidences de créations de Caravansérail, au Parc National du Bic[3]

### Théâtre
- 2015 : Parrainez un enfant riche, interprétation devant le public en salle avant la projection aux Rendez-vous du cinéma québécois, Montréal[13]
- 2018 : Ailleurs si on y est, Mise en scène et écriture dramaturgique. Théâtre de création (en collectif), mars 2018, Théâtre du Bic, Rimouski[14],[15]
- 2021-2022 : Le musée de la famille, Participation à la recherche-création et la performance théâtrale à Zones théâtrales, biennale du Centre National des Arts, Ottawa et à la Maison Théâtre, Montréal. Sous la direction artistique d’Anne-Marie Ouellet. Sur invitation de la cie L’eau du bain[16].

### Arts littéraires
- 2022 :  J'en appelle à nous, un Kasàlà des espérances, texte sur l’identité et l’appartenance pour l’exposition littéraire LES REMARQUABLES diffusée au Château Landry, à la Bibliothèque Olivar-Asselin (Mont-Joli), aux Jardins de Métis et à la galerie de l’Université du Québec à Rimouski (UQAR)[17].

## Événements
- 2022:  Identité, cheveux et société : la force de l'art performance, discussion en ligne en collaboration avec Résonance et Accueil et intégration BSL, dans le cadre du Mois de l'histoire des Noirs[18]